# Híd-avatás
A Híd-avatás Arany János 1877-ben írt balladája. Első címváltozata szerint: Városi ballada. A mű az Őszikék versciklushoz tartozik. A ballada alapja az a babona, hogy az új hidat az öngyilkosok avatják fel.
A vers egy órányi időtartamot fog át. A kerettörténetben az életét korábban egy lapra feltevő kártyázó fiatalember a Margit hídon – annak felavatásának napján – sétál. A kártyában vesztes szeme előtt látomásszerűen vonulnak fel a későbbi öngyilkosok, ő sem menekülhet, éjfélkor leveti magát a mélybe.
A nagyvárosi élet fárasztó, anyagi javakat hajszoló, depressziót okozó életmódjának következtében rövid idő alatt rengeteg ember szánja el magát az öngyilkosságra. A hangulat komor, a mondanivaló súlyos, ám a költő gúnyos, ironikus hangvételt: keserű humort visz a versbe. Arany a nagyváros zsúfoltságát, gyors életmódjának áldozatait, a polgári világ, a szabad verseny, a haszonelvűség korának kárvallottjainak seregszemléjét mutatja föl.
A húsz versszak öt-öt sorból áll, a-b-a-b-b rímeléssel. A műben az ellentétes érzelmek egyidejű megnyilvánulása és a bizonytalanság egyaránt megfigyelhető. Teljességet sugárzó verssorok csak szórványosan találhatóak, helyüket átveszik a sorkombinációk, az áthajlások.